# Johannes de Gorter

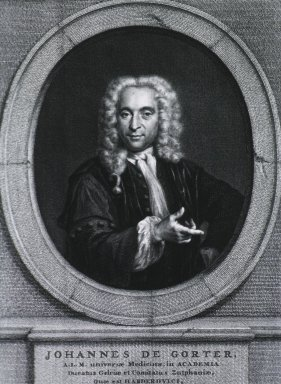
Johannes de Gorter

Johannes de Gorter (även Jan eller Johann de Gorter), född den 19 februari 1689 i Enkhuizen, Noord-Holland, Nederländerna, död den 11 september 1762 i Wijk bij Duurstede, Utrecht, Nederländerna var medicinare i den dåvarande Republiken Förenade Nederländerna.
Redan tidigt var läkekonst hans huvudintresse, vari han inhämtade kunskaper från Tjalling van der Hout i Haarlem. Han studerade senare medicin vid Leidens universitet under Herman Boerhaave från 1709, och promoverades där till medicine doktor 1712 med avhandlingen Dissertatio de Obstructione ("Om förstoppning"). På Boerhaaves rekommendetion utsågs han den 13 juni 1725 till professor i medicin vid universitetet i Harderwijk och den 15 oktober 1726 i filosofi. Han brevväxlade med tidens berömda lärda och blev känd genom sina verk. Hans rykte nådde till den ryske tsarinnans, Elisabet, hov och när hennes livmedikus Herman Kaau Boerhaave avled 1753, erbjöd hon de Gorter att komma till Ryssland och ta hans plats.
Efter att inledningsvis ha tvekat, flyttade han till Ryssland den 15 augusti 1754 med sin fru, två döttrar och två söner. Hans fru dog efter en tid och de Gorters led av hemlängtan, så den 30 september 1758 var de tillbaka i hemlandet. De bodde först i Amsterdam, därefter i Enkhuizen och slutligen i Wijk bij Duurstede där Johannes de Gorter avled den 11 september 1762.
Hans huvudverk, Medicina Hippocratica exponens aphorismos Hippocratis, är en sammanfattning av den praktiska läkekonsten. Till hans elever hörde Carl von Linné, som stannade en vecka i Harderwijk för att disputera (vilket han gjorde den 23 juni 1735 med Hypothesis nova de Febrium intermittentium causa, en avhandling om malaria). Johannes son, David de Gorter, blev sedermera en känd botaniker och medicinare.